# Third Person

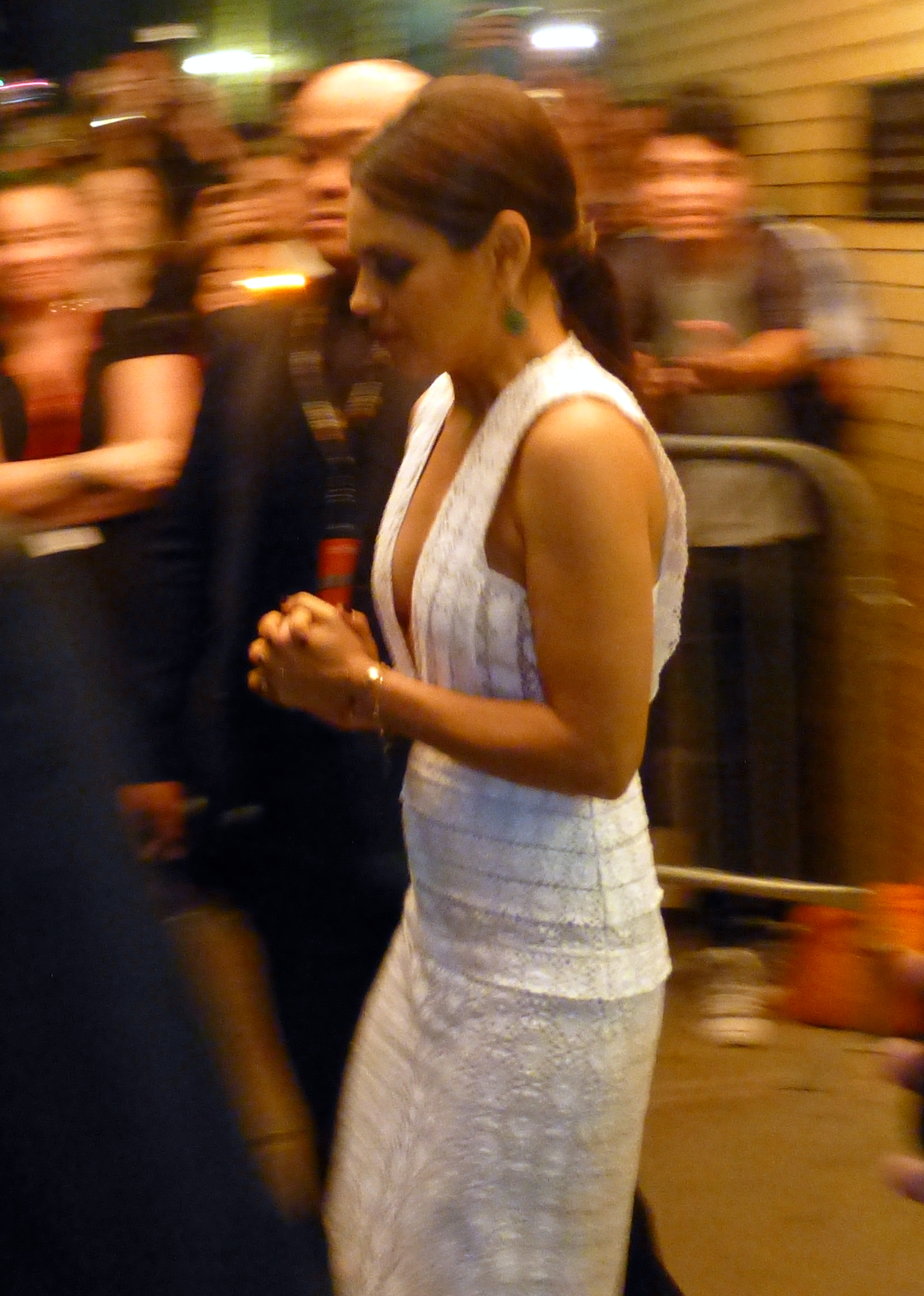
Third Person

Tercera persona (Third Person), también llamada "Amores Infieles ", es una película escrita y dirigida por Paul Haggis. Se estrenó mundialmente el 9 de septiembre de 2013 en el Festival Internacional de Cine de Toronto.

## Argumento
Michael es un escritor, ganador del premio Pulitzer, refugiado en la habitación de un hotel de París para terminar su último libro. El hombre ha dejado recientemente a su esposa Elaine y está viviendo una borrascosa relación con la joven y ambiciosa escritora Anna, una mujer que sabe perfectamente lo que quiere, pero que oculta un oscuro secreto. Al mismo tiempo, Scott, un ambiguo hombre de negocios americano, se encuentra en Roma para robar los bocetos de los nuevos modelos de casas de moda famosas. Odiando todo lo italiano, Scott está buscando algo decente para comer cuando se encuentra con Monika, una gitana de impresionante belleza, que intenta reencontrarse con su hija. Pero cuando le roban el dinero que había ahorrado para salvar a su hija de las manos de un traficante, Scott se siente en la obligación de ayudarla. Ambos parten para una ciudad del sur de Italia y aquí Scott empieza a sospechar de ser la víctima de una estafa bien elaborada. Julia, una exactriz de series televisivas, está comprometida en una batalla legal por la custodia del hijo de seis años contra su exmarido Rick, famoso actor neoyorkino. A causa del impago de la manutención y de los ingentes gastos legales, Julia se ve forzada a trabajar como camarera en el mismo hotel de lujo donde una vez fue una huésped frecuente. La abogada de Julia, Theresa, le está, sin embargo, facilitando una última posibilidad para hacer cambiar de idea al tribunal y así devolverle la custodia del niño.

## Producción
El rodaje de la película comenzó el 17 de octubre de 2012 y se llevó a cabo en lugares reales donde las historias tienen lugar en la película, es decir, Roma y los estudios de Cinecittà, Taranto, París y Nueva York.

### Reparto
Al comienzo de la producción, los actores Jude Law y Naomi Watts fueron elegidos para participar en la película, pero más tarde debieron renunciar. Finalmente, el reparto estuvo integrado por Liam Neeson, Mila Kunis, Adrien Brody, Olivia Wilde, James Franco, Moran Atias, Kim Basinger y Maria Bello.
Esta es la cuarta película en la cual James Franco y Mila Kunis trabajan juntos, después de Nuit folle a Manhattan, Tar y El grande y potente Oz.

## Distribución
La película se distribuyó en Bélgica el 30 de abril de 2014 y en Estados Unidos el 20 de junio del mismo año.
En Italia, la película se distribuyó en las salas cinematográficas a partir del 2 de abril de 2015.